# Мхамид
М'хамид ел-Гизлан (на арабски: محاميد الغزلان – Долина на газелите;на френски: M'Hamid el Ghizlane), или само М'хамид, е оазис с малък берберски градец в Югоизточно Мароко, област Драа – Тафилалет, провинция Загора, околия Загора, община М'хамид ел-Гизлан.
С изключение на дребни поселения, той е единственото селище в общината. Населението на община М'хамид ел-Гизлан е от 7590 жители според преброяването през 2014 г. Няма данни за броя на жителите на техния административен център Асни.
Разположен е в началото на пустинята Сахара на 1,5 км от границата с Алжир и на 98 км южно от провинциалния център град Загора. Отстои на 702 км югоизточно от Казабланка, на 460 км от Маракеш и на 260 южно от Варзазат. В града свършва последният асфалтов път (път № 9) от мароканската национална мрежа, идващ от Загора, и започват пастирските и кервански пътеки сред пясъците на Сахара.
Състои се от 2 свързани селища, от всяка страна на долината на Драа: впечатляващата стара касба М'хамид Бали (M'hamid Bali) и новият малък административен център М'хамид ел-Джедид (M'hamid el Djedid, Нов М'хамид) с младежки интернет клуб, туристически офис, полицейски участък и т.н.
Оазисът е сред няколкото по протежение на широката долина на река Драа (Wadi Draa) в региона Куд дьо Дра (фр.: Coude du Dra – Завой на Драа), като М'хамид със своите 2000 жители е най-многолюдното селище в този регион. Река Драа, минаваща през града, там често пресъхва, затова и нейната долина в направление изток-запад (оазисът е между меридианите 5˚ 40' и 5˚ 50' E по паралела на 30˚ 10' N), заемаща централната част на региона Куд дьо Дра, е наречена „уади“ (араб.: [وادي]‎, wadi – пресъхваща река, наводнявано русло). Пустинята вече сериозно застрашава града, а каменистата почва, пресечена от корита на дерета и канали, по които рядко тече вода, не е засипана с пясък и населението отглежда с голям труд и умения палмови градини.
В миналото важната касба и оазисът са били значим пункт на транссахарската търговия и център на номадите и пътуващите кервани. Всеки понеделник седмичният пазар носи вълнение в селото, въпреки че е бледа сянка на интензивна търговска дейност в миналото, когато там са спирали задължително големите кервани, пресичащи Сахара.
Днес М'хамид е отправна точка за сафари и езда на камили в пустинята. Той е популярен сред любителите на пътешествията и природата поради близостта му до големите вериги от дюни (ергове) на М'хамид – Лехуди (Erg Lehoudi) на 10 км североизточно и Шигага (Erg Chigaga) на 60 км западно, и защото е много по-незасегнат от туристическата индустрия, за разлика от Мeрзуга (Merzouga).
Населението, както в останалите селища в провинция Загора, е смес от араби, туареги - главно от племето Нуаджи (Nouaji), които някога са търгували със сол между М'хамид и солодобивния център гр. Таудени (Taoudenni) в Мали, други бербери номади, най-вече от племето Аит Ата (Aït Atta) и М'хамид като Драуа (Draoua) и Сидна Билал (Sidna Bilal), произхождащи от региона Сахел-Судан и като Nouaji говорещи езика хасания (Hassania) - мавритански арабски, използван в Сахара.
През март всяка година Мхамид е център на Номадския фестивал, на който се стичат изпълнители, занаятчии, търговци и гости от цяло Мароко, Сахара и европейски туристи.
Има мароканско село с подобно име М'хамид на около 115 км северозападно от този М'хамид на шосе № 12 северно от Фум Згуид (Foum Zguid) с географски коориднати 30° 7' 25.08" N и 6° 52' 50.49" W, в пресечната точка на пътища 6810 и 6953. То е на около 45 км от алжирската граница и в някои карти е посочено като Ел-М'хамид (Еl M'hamid).